# Asha de Vos
Asha de Vos és una biòloga marina de Sri Lanka, educadora oceànica i pionera en la recerca del rorqual blau al nord de l'oceà Índic. És coneguda pel Blue Whale Project. És una Senior TED Fellow i escollida per al premi 100 Women BBC de 2018.

## Educació
Els primers estudis els va fer al Ladies' College de Colombo i després de completar la seva educació primària, es va traslladar a Escòcia per obtenir els seus estudis de grau en biologia marina i mediambiental a la Universitat de St. Andrews. Va obtenir el seu mestratge en biotecnologies integratives a la Universitat d'Oxford i un doctorat a la Universitat d'Austràlia Occidental. De Vos és la primera i única persona de Sri Lanka que ha obtingut un doctorat en investigació sobre mamífers marins.

## Carrera
De Vos havia servit com a oficial de programa sènior a la unitat marina i costanera de la Unió Internacional per a la Conservació de la Natura. Va fundar el projecte Sri Lankan Blue Whale en 2008, que forma el primer estudi a llarg termini sobre els rorquals blaus al nord de l'Oceà Índic. A través de la seva investigació, la Comissió Balenera Internacional ha designat les balenes blanques de Sri Lanka com una espècie que necessita urgentment una investigació de conservació i ha començat a col·laborar amb el govern de Sri Lanka en atacs de vaixells baleners. De Vos és membre convidat del Grup Especialista de Cetacis de la Comissió de Supervivència d'Especies de la UICN. Va ser investigadora postdoctoral a la Universitat of California Santa Cruz i va ser un blogger convidat per National Geographic.

## Premis
De Vos és una TED Senior Fellow, Duke University Global Fellow en Conservació Marina i ha estat seleccionada com a Young Global Leader pel Fòrum econòmic mundial. En 2013 va rebre el Premi del President per Publicacions Científiques. En 2018 va rebre el premi WINGS WorldQuest Women of Discovery Sea.
El 26 de maig de 2018 fou guardonada amb el premi Golden Alumni en la categoria de Realització Professional en la primera edició dels premis Golden Alumni British Council. A finals d'any fou incorporada a la llista 100 Women BBC.